# Добродея
Добродея  (науч.-поп.), точнее просто  Мстиславна (христианское имя неясно, возможно в крещении Евпраксия (с греч. — «благоденствие»), при коронации Зоя, встречается также Ирина) (1-я пол. XII века) — дочь великого князя киевского Мстислава Владимировича и шведской принцессы Христины, внучка Владимира Мономаха и шведского короля Инге I Старого, в 1122 году выданная замуж за родственника византийского императора Иоанна II Комнина, согласно наиболее распространённой версии — его старшего сына, носившего имя Алексей.
Автор Густынской летописи, не называя личных имен обоих брачующихся, сообщает о выдаче дочери Мстислава «за царевича греческого, сына Иоанна Комнина». (В других источниках называется имя Андроник Комнин — так звали, в частности, младшего брата вышеупомянутого Алексея).
Имя Мстиславны — Добродея — приведено только в «Истории» В. Н. Татищева; насколько оно достоверно, неясно — известно, что подавляющее большинство женских имен, приводимых Татищевым, вымышленны. Успенский-младший опровергает мнение, что женские имена на «добр-», не зафиксированные в средневековых источниках, «нередко бывали результатом перевода их крестильных греческих имён. Таким образом, Евпраксия превращалась в Добродею и т. д. В действительности мы не знаем ни одного случая подобного перевода на Руси».

## Биография

### Брак
Как принято было считать, замужество Мстиславны было связано с последней войной между Византией и Русью, когда Владимир Мономах (1116 год) поддержал своего зятя, византийского авантюриста Лже-Диогена, выдававшего себя за Льва, давно убитого сына императора Романа IV Диогена. В «Истории Российской» В. Н. Татищева (XVIII в.) под 1119 г. читается рассказ о заключительном этапе русско-византийской войны. Владимир будто бы организовал новый большой поход, однако император Алексей упредил его и послал к Владимиру «великое посольство» с дарами, среди которых были венец царский (будущая «шапка Мономаха»), скипетр и т. п., «и нарекши его себе братом и царем, а при том просил о мире». Мир был заключен на том, что внучка Владимира, «дочь Мстиславля», должна была выйти замуж за сына императора Алексея Иоанна (будущего императора). Тем не менее, в настоящий момент историки предполагают, что данная история была сочинена в XVIII веке с целью объяснения появления на Руси значимой регалии.
Тем не менее, какие-то переговоры имели место, и в 1122 г. они увенчались заключением династического брака: Мстиславна стала женой сына императора Иоанна — предположительно, Алексея. Тогда же в Киев прибыл из Византии новый митрополит Никита (его предшественник митрополит Никифор умер в апреле 1121 г.). Историки отмечают: «Сближение между двумя странами было вызвано объективными причинами, и прежде всего угрозой со стороны кочевников — половцев, торков и печенегов. Исследователи давно уже обратили внимание на тот факт, что заключение русско-византийского династического союза совпало по времени с двумя важными событиями в истории взаимоотношений Руси и Византии с соседними кочевыми племенами: изгнанием из Руси князем Владимиром Всеволодовичем торков и печенегов в 1121 г. и византийско-печенежской войной 1121—1122 гг., завершившейся блестящей победой императора Иоанна Комнина». В. Н. Татищев добавляет, что в 1122 г. Владимир Мономах послал Никиту со своей внучкой в Византию.

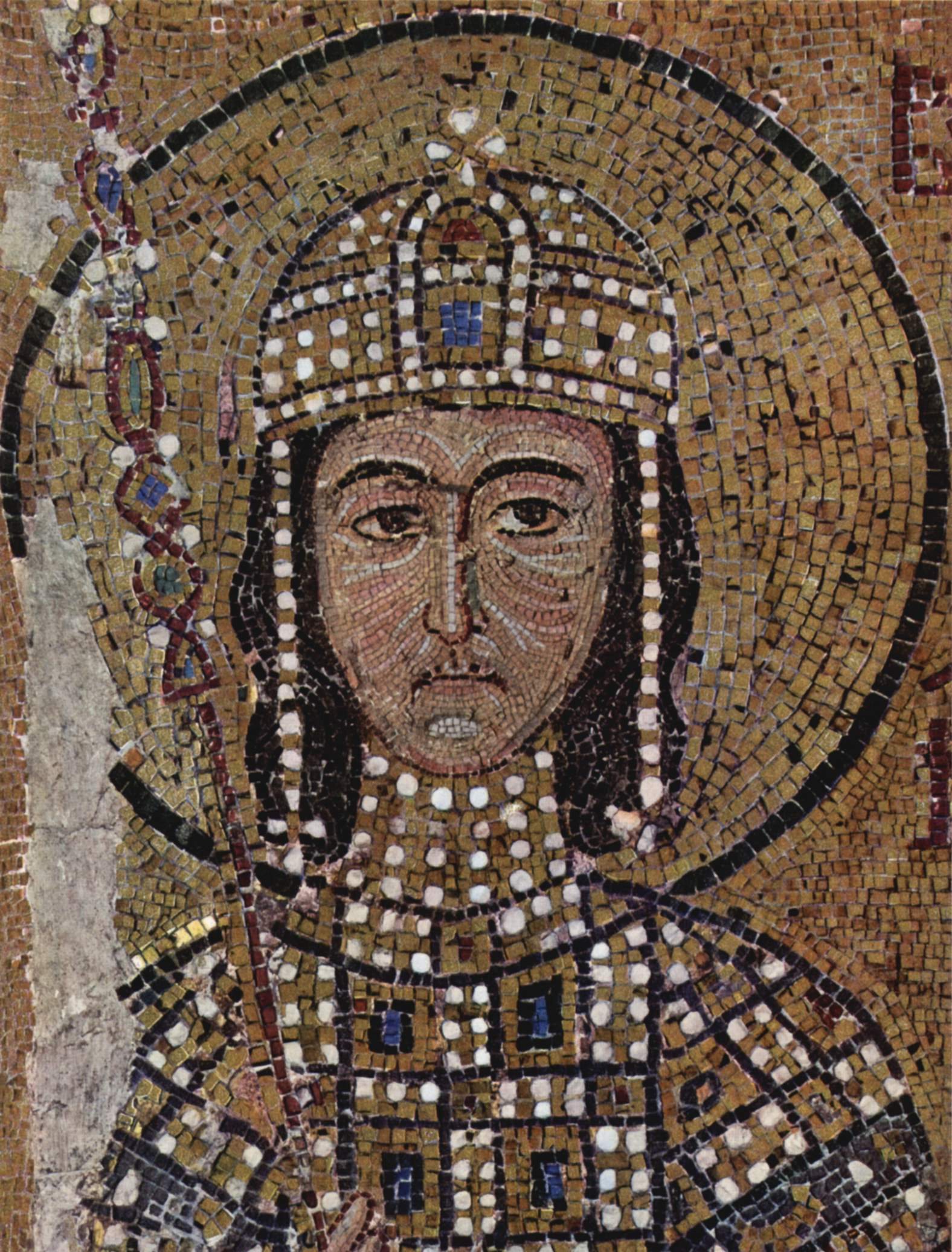
Алексей Комнин

Существует неопределённость с личностью мужа Мстиславны. Летописец называет супруга Мономаховой внучки «царем», то есть императором: «Ведена Мьстиславна в Грекы за царь». Традиционно считается, что им был Алексей Комнин, внук Алексея I и сын Иоанна II, который был объявлен соправителем своего отца, но рано скончался. Тем не менее, точных данных о его браке не сохранилось: «предполагают, что он был женат дважды. Первой женой его была Мстиславна, а второй — Катай Грузинская, дочь Давида IV Строителя. Об обеих этих женщинах известно, что они были замужем за представителями императорской династии, но не известно, за кем именно». В таком случае, Мстиславна должна была скончаться раньше своего мужа, чтобы он успевал жениться вторым браком на грузинской царевне, которая, как известно из кавказских источников, была выдана замуж в 1136 году. Греческие исследователи считают, что первая жена Алексея Ирина может быть отождествлена с Мстиславной, хотя указаний на русское происхождение этой Ирины в греческих текстах не встречается.
Известно, что у Алексея была единственная дочь по имени Мария, её матерью могла быть Мстиславна.
Алексей Комнин умер в 1142 году. Его младший брат по имени Андроник скончался осенью того же года. Он был женат на женщине по имени Ирина из семьи Aineiadissa и имел шестерых детей.
Как указывает автор монографии «Женщины Древней Руси» Н. Л. Пушкарева, в 1129 году Мстиславна родила дочь. Как считается, когда её муж скончался, и вдова покинула византийский двор, оставшись жить в Константинополе. С другой стороны, указывают: «о дальнейшей биографии русской княжны в Византии ничего определенного сказать нельзя. Попытки проследить её последующую судьбу (с именем Зоя, якобы полученным в византийском императорском семействе) основаны на неверном толковании источников».

## Характеристика
Была современницей и свойственницей знаменитой хронистки Анны Комниной. Согласно легенде, прослеживающейся в русской науке более ста пятидесяти лет, Мстиславна интересовалась медициной и ещё будучи девушкой, в Киеве, освоила приемы лечения травами.

### Манускрипт «Алимма»
В хранящемся в Библиотеке Лауренциана (Флоренция) манускрипте XIV века сохранился неизвестный до начала XX века медицинский трактат. Нашедший рукопись в библиотеке русский историк X. М. Лопарев в 1900-х годах приписал этот трактат Мстиславне, назвав его, согласно надписи на манускрипте, «Алимма» (точнее, Άλειμμα της χυράς Ζώης βασιλίσσης , т.е. "Мази госпожи Зои-царицы"; согласно Лопареву, Мстиславну в Византии называли Зоей). При такой атрибуции данный трактат являлся бы первым медицинским произведением, написанным женщиной Руси.
Ссылки на приемы и подходы лечения указывают на знакомство автора текста с трудами Гиппократа и Ибн-Сины.
Он имеет пять частей:
1. рассматриваются общие правила личной гигиены и вопросы ухода за ребёнком, лечения детских недугов, содержатся данные о темпераментах человека — сангвиническом, холерическом, флегматическом и меланхолическом.
2. описывается гигиена брачных отношений, периода беременности и родового периода.
3. посвящена гигиене питания, характеризуются «холодные» и «тёплые» свойства продуктов. К «холодным» продуктам отнесено миртовое масло, к «теплым» — мед, вино, мясо и др. Здесь же изложены основы и рецепты диетического питания.
4. о наружных болезнях; содержит рекомендации по применению мазей при лечении кожных заболеваний, а также зубной боли.
5. посвящена лечебному массажу, в том числе при лечении сердечных и желудочных заболеваний[8].

Однако большинство ученых отрицают авторство Мстиславны и предполагают, что текст трактата Алимма был написан неизвестным врачом. Заголовок же "Мази госпожи Зои-царицы" относится не ко всему трактату, а лишь к одному приведенному в нём рецепту; однако даже и здесь, по всей видимости, имеется в виду не дочь Мстислава (об именовании которой Зоей не существует никаких современных ей свидетельств), а византийская императрица Зоя, жившая за век до Мстиславны.